# Eugénio de Oliveira
Eugénio Óscar Filipe de Oliveira (Goa, 30 de Agosto de 1932 - 6 de Junho de 2014) foi um militar e maçon português.

## Biografia
Filho de Eugénio de Oliveira e de sua mulher Suzete Maria Ribeiro Filipe, foi casado e pai de duas filhas.
Ingressou na Escola do Exército da Academia Militar a 23 de Outubro de 1952, e foi promovido a Alferes em data desconhecida de 1955.
Em 1957, iniciou a sua actividade de resistência organizada ao regime do Estado Novo, ao assumir a distribuição da revista "Tribuna Militar" na Região Centro de Portugal, efectuando, também, os contactos pessoais tendentes à divulgação do Ideário Democrático no meio castrense.
Foi promovido a Tenente a 1 de Dezembro de 1957.
Em 1959, participou no Movimento Revolucionário de 12 de Março, mais conhecido por Revolta da Sé.
Foi promovido a Capitão em 1960.
Por ter tomado parte activa e preponderante na rebelião armada que culminou com o assalto ao Regimento de Infantaria 3, em Beja, na madrugada de 31 de Dezembro para 1 de Janeiro de 1962 (sic, ficha da PIDE), que ficou conhecida como a Revolta de Beja, foi preso a 2 de Janeiro de 1962, torturado e expulso do Exército na mesma data.
Julgado no 2.º Juízo Criminal de Lisboa, os tristemente célebres Tribunais Plenários, foi condenado a 3 anos de prisão maior, à suspensão dos seus direitos políticos por 15 anos e à medida de segurança de liberdade vigiada por 2 anos prorrogáveis.
Foi libertado da Cadeia da Praça-Forte de Peniche, onde cumprira pena, a 18 de Maio de 1966, sem profissão, biblioteca, carros, armas e, até, carta de condução, que haviam sido apreendidos pelo regime e nunca lhe foram restituídos.
Exerceu, desde então, a actividade de Gestor de Empresas até à sua reintegração no Exército Português, com o posto de Major, após a Revolução dos Cravos de 25 de Abril de 1974.
Durante este período, manteve sempre ligações com todas as forças democráticas da oposição ao regime, designadamente com camaradas de armas, com os quais conspirou até ao 25 de Abril de 1974.
Integrou a Comissão de Extinção da PIDE/DGS, em 1974.
A 11 de Março de 1975, comandando uma força da Escola Prática de Administração Militar, ocupou as Instalações da RTP, no Lumiar, em Lisboa.
A 25 de Novembro de 1975, comandando interinamente o Regimento de Administração Militar em Torres Novas, procedeu à neutralização das forças pára-quedistas do Aeródromo de Santa Margarida, que se tinham sublevado.
Foi promovido a Tenente-Coronel a 15 de Dezembro de 1976 e a Coronel a 24 de Julho de 1981, e dirigiu o Depósito Geral de Fardamento e Calçado até à sua passagem à Reserva, em data desconhecida de 1988. Passou à situação de Reforma em dia desconhecido de Dezembro de 1994.
Foi Grão-Mestre do Grande Oriente Lusitano, Maçonaria Portuguesa, entre 1996 e 2002.
Emitiu um Comunicado por Timor a 16 de Setembro de 1999 e fez um discurso a 5 de Outubro de 2001, no 91.° Aniversário da Implantação da República Portuguesa.
Foi Sócio N.º 297 da Liga Portuguesa dos Direitos do Homem, Sócio Efectivo N.º 186 do Clube Internacional de Foot-Ball em 1954, Sócio N.º 12.344 da Cooperativa Militar, Sócio da Cooperativa de Estudos e Documentação, Sócio Efectivo da Associação 25 de Abril, onde integrou o Conselho Fiscal, e Sócio Fundador N.º 1 da Casa de Goa e seu Presidente desde a sua Fundação a 4 de Junho de 1987 até 15 de Junho de 1991.
Foi agraciado em data desconhecida de 1984 com a Medalha de Agradecimento da Cruz Vermelha Portuguesa, com a Medalha de Louvor da Cruz Vermelha Portuguesa e com a Cruz Vermelha de Mérito em datas desconhecidas de 1988, e sempre rejeitou qualquer outra condecoração militar ou civil, bem como qualquer indemnização ou quaisquer pagamentos retroactivos derivados dos actos que praticou em sua consciência.